# توم جونز (لاعب كرة قدم بريطاني)
توم جونز (بالإنجليزية: Tom Jones)‏ (7 أكتوبر 1964 في المملكة المتحدة - ) هو مدرب كرة قدم ولاعب كرة قدم بريطاني في مركز الوسط. لعب مع سويندون تاون وفوريست غرين ونادي أبردين ونادي ريدنغ ونادي وكينغ ونادي ويموث وShrivenham F.C. ‏ وSwindon Supermarine F.C. ‏.

## وصلات خارجية
- توم جونز على موقع قاعدة بيانات كرة القدم.إي يو (الإنجليزية)